# Comuna Humennîkî, Korostîșiv
Humennîkî (în ucraineană Гуменницька сільська рада) este o comună în raionul Korostîșiv, regiunea Jîtomîr, Ucraina, formată din satele Cervonîi Roveț și Humennîkî (reședința).

## Demografie
Componența lingvistică a comunei Humennîkî
     Ucraineană (98,43%)
     Rusă (1,38%)
     Alte limbi (0,2%)
Conform recensământului din 2001, majoritatea populației comunei Humennîkî era vorbitoare de ucraineană (98,43%), existând în minoritate și vorbitori de rusă (1,38%).